# Хэй-да ши-люэ
Хэй-да ши-люэ (кит. 黑鞑事略, букв. «Краткие сведения о чёрных татарах», 1237) — компиляция, составленная из записок Пэн Дая, поабзацно дополненных отрывками из Сюй Тина. Результирующий текст является средним между путевыми записками и памятной запиской для властей государства Южная Сун, он является одним из наиболее важных документов по истории монголов.

## Авторы
Авторами текстов, вошедших в компиляцию, являются члены южносунских дипломатических миссий Пэн Дая и Сюй Тин, ездившие в Монголию ко двору Угэдэя; главой миссий был Цзоу Шэньчжи. Пэн Дая побывал у монголов в 1233 году, Сюй Тин — в 1235—1236. Сведений об авторах немного; их биографии не включены в «Историю династии Сун». Сюй Тин пишет, что Пэн Дая был шучжуан гуань («чиновник по составлению официальных бумаг») при китайской миссии, направленной ко двору монгольского хана (то есть, в современных терминах, был секретарём миссии); о самом Сюй Тине сведений нет вообще. Некоторые сведения о Пэн Дая имеются в «Истории династии Сун» и «Важнейших сведениях об управлении при трёх царствованиях», но они относятся к периоду после миссии Пэн Дая, описанной в «Хэй-да ши-дюэ»; в частности, известно, что он был комендантом обороны Чунцина, построил вокруг города каменную стену и 20 лет держался против набегов противника, но потом был обвинён во взяточничестве и умер.

## Содержание
По своему содержанию текст «Хэй-да ши-люэ» является весьма разнообразным. Авторов интересовали в Монголии многие вопросы: от внешнего вида и одежды монголов до их хозяйства и политической жизни при дворе монгольского хана. В записках содержатся сведения об уделах монгольской знати и эксплуатации зависимых аратов владельцами этих уделов, а также о хозяйстве монголов, в частности о коневодстве. Большое место отведено описанию монгольской армии.

## Русские переводы
На русский язык вначале была переведена лишь половина текста «Хэй-да ши-люэ». Перевод выполнен Н. Ц. Мункуевым и Линь Кюн в 1960 году. и издан в журнале «Проблемы востоковедения» № 5 за 1960 г. Полный перевод памятника вместе с подробным комментарием Ван Го-вэя, содержащим цитаты из многих параллельных мест других китайских источников, сделан Р. П. Храпачевским и издан в третьем томе серии «Золотая Орда в источниках, т.3 Китайские и монгольские источники», М.: ЦИВОИ, 2009 г.

## Издания источника
- Мункуев Н. Ц., Линь Кюн-и. «Краткие сведения о черных татарах» Пэн Дая и Сюй Тина // Проблемы востоковедения. — 1960. — № 5. — С. 133—158.
- Храпачевский Р. П. Золотая Орда в источниках. — М.: ЦИВОИ, 2009. — Т. 3. Китайские и монгольские источники.
- «Хэй да ши люэ»: источник по истории монголов XIII в. / Отв. ред. А. Ш. Кадырбаев; Институт научной информации по общественным наукам РАН. — М.: Наука, 2016. — 254 с. — ISBN 978-5-02-039770-5
- Meng-ta pei-lu und Hei-ta shih-lüeh. Chinesische Gesandtenberichte über die frühen Mongolen 1221 und 1237 / Üb. und kom. von P. Olbricht, E. Pinks, eingeleitet von W. Banck. — Wiesbaden, 1980.